# Oberhof (Schwarzenbach an der Saale)
Der Oberhof in der heutigen Stadt Schwarzenbach an der Saale war ein niederadeliger Ansitz.
In Schwarzenbach an der Saale gab es drei Rittersitze, den Oberhof, den Unterhof und die Turmhügelburg Seuckenreuth. Während die beiden anderen Sitze im Tal an der Saale zur Sicherung von Furten dienten, hatte der Oberhof eine höhere Lage. Er war Teil des Besitzes der Familie von Hirschberg. Die genaue Lage war nach Paul Goller die Abzweigung der Förbauer Straße von der Münchberger Straße (siehe auch Liste der Straßennamen von Schwarzenbach an der Saale). Es handelte sich zunächst um eine Turmhügelburg; das Gelände weist Keller und Geländespuren auf. Nach August Strobel wäre als Standort auch der Kirchberg im Bereich des Pfarrhofes in Betracht zu ziehen. Die Feststellung des Standortes, der im 17. Jahrhundert bereits in Vergessenheit geraten war, erfolgte hauptsächlich nach den überlieferten Besitzurkunden.